# Дитрих II (маркграф Лужицкий)
Дитрих II (нем. Dietrich II.1118/1125 — 9 февраля 1185) — граф Айленбурга и с 1156 года маркграф Лужицкой марки (с центром в Ландсберге) из рода Веттинов. Также носил номинальный титул маркграфа Ландсберга.

## Биография
Дитрих был сыном маркграфа Конрада Мейсенского и при разделе наследства в 1156 года получил Лужицкую марку и графство Айленбург.
Центром своих владений маркграф Дитрих сделал город Ландсберг, основанный между 1156 и 1175 годом.
Во внутригерманских делах Дитрих II был ярым противником герцога Генриха Льва.
Умер 9 февраля 1185 года. Ему наследовал младший брат Деди III Толстый, граф Рохлица и Гройча.

## Семья и дети
В первом браке Дитрих был женат на Добронеге, дочери польского короля Болеслава III Кривоустого. От этого брака родилось двое детей:
- Конрад — погиб в 1175 году на турнире
- Гертруда — монахиня Гербштедтского монастыря

В то же время у него была любовница, Кунигунда, вдова графа Бернхарда фон Плёцкау, погибшего во время Второго крестового похода. От Дитриха II у Кунигунды родился сын — Дитрих (ум. 1215), впоследствии епископ Мерзебурга.